# Renato Travaglia
Renato Travaglia (ur. 26 października 1965 w Cavedine) – włoski kierowca rajdowy. Był dwukrotnym mistrzem Europy oraz jednokrotnym mistrzem Włoch.

## Kariera
W 1993 roku Travaglia zadebiutował w Rajdowych Mistrzostwach Świata. Pilotowany przez Alexa Mariego i jadący Fordem Escortem RS Cosworth zajął wówczas 6. miejsce w klasyfikacji generalnej Rajdu San Remo i 1. miejsce w grupie N. W swojej karierze łącznie wystartował w 12 rajdach Mistrzostw Świata, w tym ośmiokrotnie w Rajdzie San Remo. Zdobył łącznie 8 punktów w mistrzostwach, a największym jego sukcesem jest zajęcie 5. miejsca w San Remo w 2001 roku za kierownicą Peugeota 206 WRC.
W 2001 roku Travaglia startując z pilotem Flaviem Zanellą osiągnął pierwszy sukces międzynarodowy. Wygrał wówczas pierwszy rajd o Mistrzostwo Europy – Mille Miglia. W 2002 roku został mistrzem kontynentu jadąc Peugeotem 206 WRC. W tamtej edycji ME zwyciężył w 7 rajdach: Rally del Ciocco e Valle del Serchio, Mille Miglia, Rajdzie Salento, Rajdzie San Martino di Castrozza, Rajdzie Elpa, Rajdzie Barum i Rajdzie d’Antibes. W 2005 roku ponownie sięgnął po tytuł mistrza Europy. Wygrał wówczas: Mille Miglia, Rajd Madery i Rajd Barum.
Swoje sukcesy Travaglia osiągał także w mistrzostwach Włoch. W latach 1995–2000 sześciokrotnie z rzędu zdobywał tytuł mistrzowski w klasie samochodów z napędem na jedną oś. W tamtych edycjach krajowych mistrzostw startował samochodami Renault Clio Williams i Peugeot 306. W 2002 roku wywalczył mistrzostwo Włoch jadąc Peugeotem 206 WRC.

## Występy w mistrzostwach świata
| Rok  | Rajd                                | Pilot          | Samochód                | Pozycja                         |
| ---- | ----------------------------------- | -------------- | ----------------------- | ------------------------------- |
| 1993 | Rajd San Remo                       | Alex Mari      | Ford Escort RS Cosworth | 6. miejsce (1. miejsce w gr. N) |
| 1994 | Rajd San Remo                       | Alex Mari      | Renault Clio Williams   | nie ukończył                    |
| 1995 | Rajd San Remo (samochody 2-litrowe) | Flavio Zanella | Renault Clio Williams   | nie ukończył                    |
| 1997 | Rajd San Remo                       | Flavio Zanella | Subaru Impreza 555      | nie ukończył                    |
| 1998 | Rajd Grecji                         | Flavio Zanella | Mitsubishi Lancer Evo 3 | nie ukończył                    |
| 1998 | Rajd San Remo                       | Flavio Zanella | Peugeot 306 Maxi        | 14. miejsce                     |
| 1999 | Rajd Finlandii                      | Flavio Zanella | Mitsubishi Lancer Evo   | nie ukończył                    |
| 1999 | Rajd San Remo                       | Flavio Zanella | Peugeot 306 Maxi        | nie ukończył                    |
| 2000 | Rajd Katalonii                      | Flavio Zanella | Peugeot 306 Maxi        | 14. miejsce                     |
| 2000 | Rajd San Remo                       | Flavio Zanella | Peugeot 306 Maxi        | 11. miejsce                     |
| 2000 | Rajd Wielkiej Brytanii              | Flavio Zanella | Mitsubishi Lancer Evo 6 | 24. miejsce (7. miejsce gr. N)  |
| 2001 | Rajd San Remo                       | Flavio Zanella | Peugeot 206 WRC         | 5. miejsce                      |
| 2002 | Rajd San Remo                       | Flavio Zanella | Peugeot 206 XS S1600    | 14. miejsce                     |